# Белогорлая шилоклювая тимелия
Белогорлая шилоклювая тимелия (лат. Pomatostomus halli) — вид мелких по размеру птиц рода Pomatostomus из семейства Шилоклювые тимелии (Pomatostomidae). Эндемики Австралии.

## Распространение
Австралия.

## Описание
Длина 19—21 см, масса около 40 г. Окраска тёмно-коричневая во всём, за исключением белой груди, белого верха головы и белого горла, а также белой полоски на конце хвоста; ноги чёрные.
Живут в небольших группах. Мигрирующие птицы. Питаются главным образом насекомыми, а также другими беспозвоночными, которых выискивают на земле, под корой, иногда под камнями. Период размножения длится с марта по май, и затем снова с августа по октябрь.

## Этимология
Видовое название дано в честь майора Харолда Уэсли Холла (Harold Wesley Hall), родившегося в Австралии филантропа, который спонсировал серию экспедиций Harold Hall Australian Expeditions Британского Музея (British Museum), в ходе которых в 1960-е годы был обнаружен и этот новый вид.

## Охранный статус
Включены в Международный список охраняемых видов МСОП в статусе Least Concern (LC).